# San Francesco Saverio alla Garbatella (diaconia)
San Francesco Saverio alla Garbatella (in latino: Diaconia Sancti Francisci Xavier in Garbatella) è una diaconia istituita da papa Giovanni Paolo II nel 2001.

## Titolari
- Leo Scheffczyk (21 febbraio 2001 - 8 dicembre 2005 deceduto)
- Franc Rodé, C.M. (24 marzo 2006 - 20 giugno 2016); titolo pro hac vice dal 20 giugno 2016